# Deutscher Alant
Der Deutsche Alant (Pentanema germanicum), auch Deutschland-Alant genannt, ist eine Pflanzenart aus der Gattung Pentanema innerhalb der Familie der Korbblütler (Asteraceae).

## Beschreibung

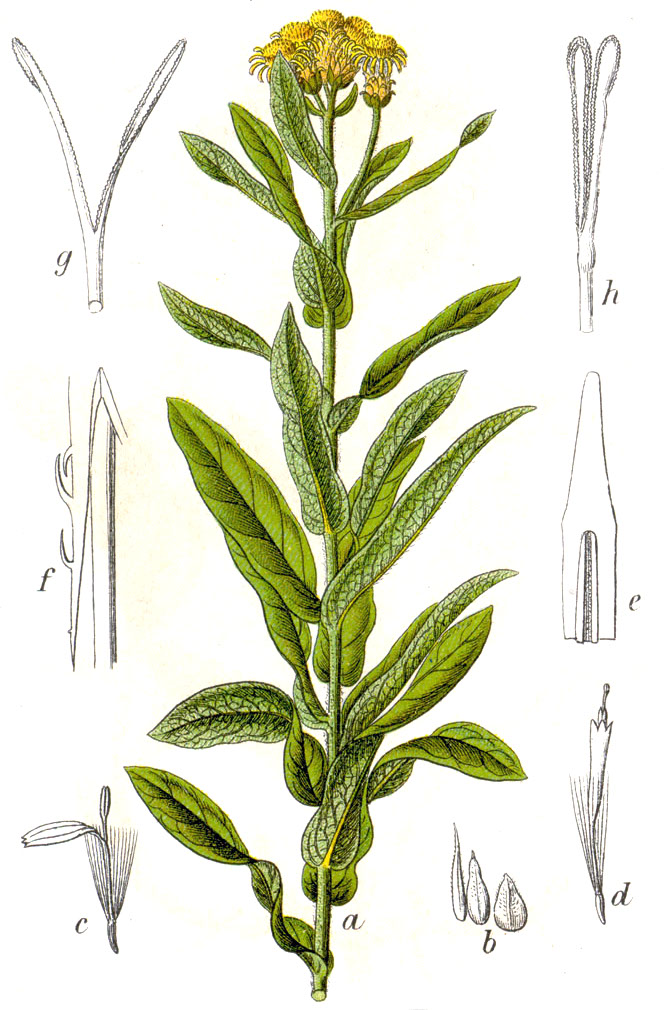
Illustration aus Jacob Sturm: Deutschlands Flora in Abbildungen, Band 13, 1796, Tafel 14

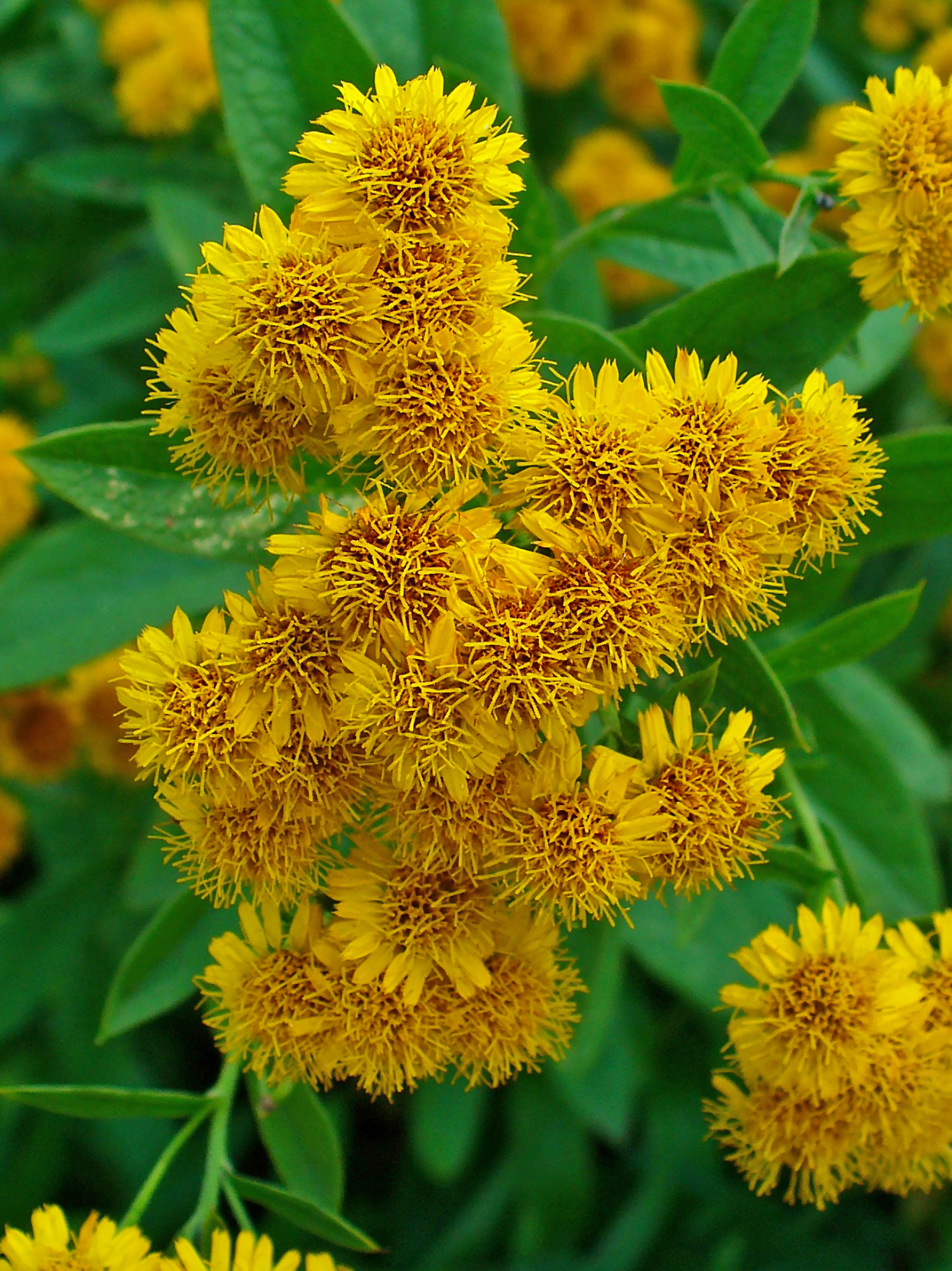
Gesamtblütenstand mit mehreren Blütenkörben

### Vegetative Merkmale
Der Deutsche Alant ist eine ausdauernde krautige Pflanze, die Wuchshöhen von meist 30 bis 60 Zentimetern erreicht.
Die einfachen, ungeteilten und fast ganzrandigen Laubblätter sitzen mit herzförmigem Grund wechselständig angeordnet am Stängel. Die Laubblätter sind beiderseits behaart, wobei die Behaarung auf der Unterseite dichter ist. Beiderseits vorhandene Drüsen machen sie aromatisch. Die Laubblattspreite der mittleren Stängelblätter ist von länglich-elliptischer bis länglich-lanzettlicher Form und meist 15 bis 25 Millimeter breit.

### Generative Merkmale
Die Blütezeit des Deutschen Alants reicht in Mitteleuropa von Juli bis August. Im schirmrispigen Gesamtblütenstand sind dicht mehrere 7 bis 11 Millimeter durchmessende körbchenförmige Teilblütenstände angeordnet. Auf der Korbhülle sind in mehreren Reihen Hüllblätter angeordnet. Auf dem spreublattlosen Korbboden, der die Blütenstandsachse darstellt, sind in dichten Spiralen außen weibliche Zungenblüten und innen zwittrige Röhrenblüten angeordnet. Die Zungenblüten sind stark zygomorph und der zungenförmig ausgebildete, goldgelbe Saum überragt die Korbhülle um meist 1 bis 2 mm. Die radiärsymmetrischen, verwachsenblättrigen Röhrenblüten weisen meist fünf Kronzipfel auf. Röhrenblüten besitzen fünf Staubblätter. Die Staubfäden sind frei aber die Staubbeutel miteinander zu einer Röhre verwachsen. Zungen- und Röhrenblüten besitzen einen unterständigen Fruchtknoten mit einem Griffel mit zwei Narben.
Die Achäne ist etwa 1,5 Millimeter lang und kahl. Am oberen Ende der Achäne befindet sich ein Pappus, der aus ungefiederten Haaren besteht.

### Chromosomenzahl
Die Chromosomenzahl beträgt 2n = 16.

## Ökologie
Beim Deutschen Alant handelt es sich um einen Hemikryptophyten, der Überdauerungsknospen in unmittelbarer Bodennähe ausbildet. Er ist ein Wurzelkriecher.
Die Blütenkörbe fassen viele kleine Blüten zu einem blütenähnlichen Gebilde zusammen und verhalten sich bestäubungsbiologisch als Einheit, d. h., sie bilden ein Pseudanthium. Der Pappus dient der reifen Achäne zur Windausbreitung.

## Vorkommen

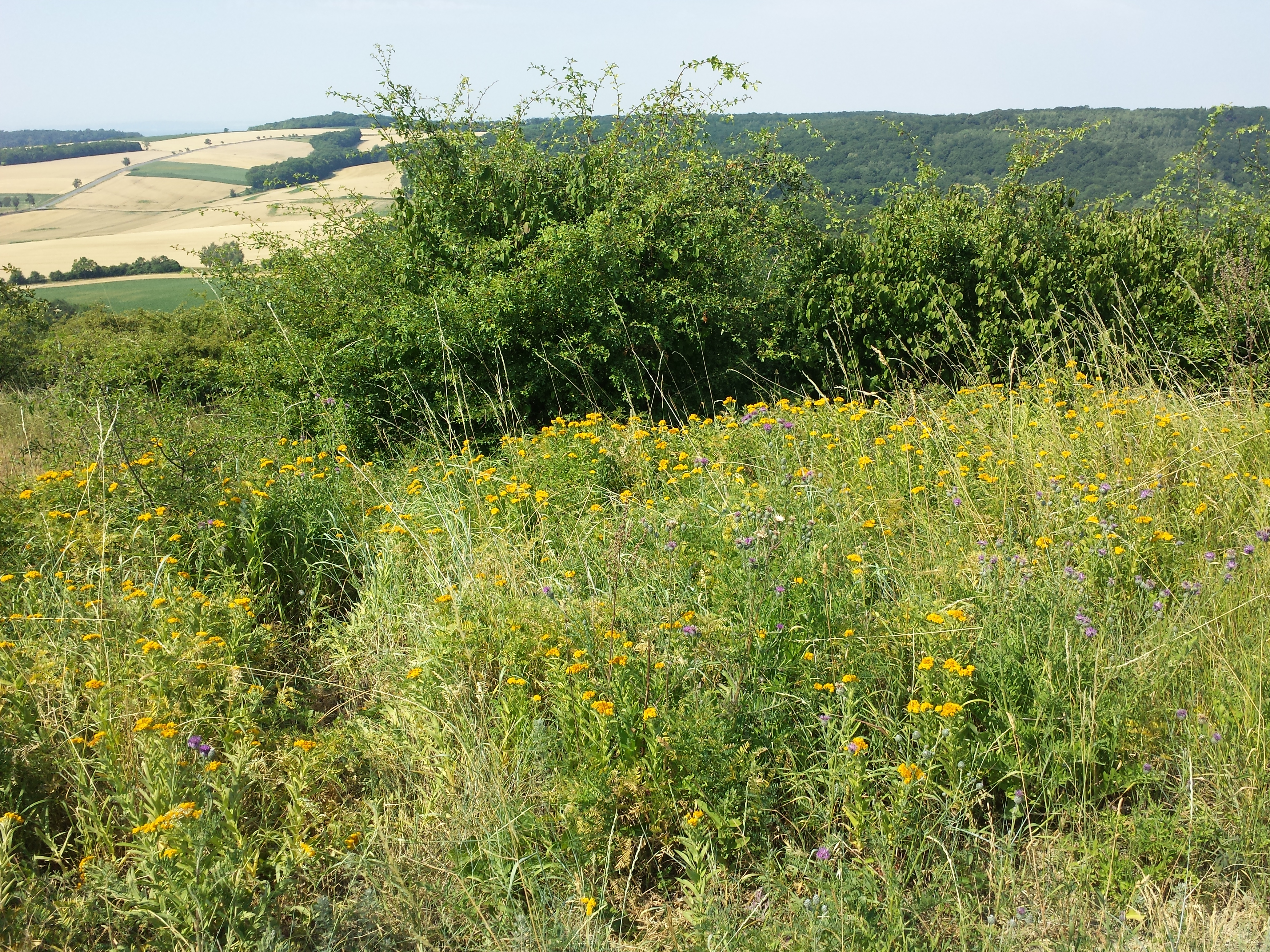
Natürliches Habitat in Niederösterreich

Inula germanica hat ein pontisch-pannonisch-balkanisches Hauptverbreitungsgebiet und tritt in Mittel-, Südost- und Osteuropa sowie in Westasien und im Kaukasus auf. Im deutschsprachigen Raum ist die Art nur in Österreich und Deutschland indigen.
In Österreich tritt der Deutsche Alant nur im pannonischen Gebiet in den Bundesländern Wien, Niederösterreich und dem Burgenland sehr selten auf Trockengebüschsäumen und waldnahen Halbtrockenrasen in der collinen Höhenstufe auf. Der Deutsche Alant gilt in Österreich als stark gefährdet.
Der Deutsche Alant gilt als kalkstet und wächst oft über Löss. Er kommt in Mitteleuropa gern zusammen mit dem Elsässer Haarstrang (Peucedanum alsaticum) in Pflanzengesellschaften des Verbands Geranion sanguinei und auch der Ordnung Festucetalia valesiacae vor.

## Taxonomie
Die Erstveröffentlichung erfolgte unter dem Namen (Basionym) Inula germanica L. durch Carl von Linné Nach Gutiérrez-Larruscain et al. 2018 sind einige Arten aus der Gattung Inula in die Gattung Pentanema zu stellen. Es erfolgte eine Neukombination zu Pentanema germanicum (L.) D.Gut. Larr. et al. in David Gutiérrez-Larruscain, Maria Santos-Vicente, Arne A. Anderberg Enrique Rico, M. Martínez-Ortega: Phylogeny of the Inula group (Asteraceae: Inuleae): evidence from nuclear and plastid genomes and a recircumscription of Pentanema. In: Taxon, Volume 67, Issue 1, März 2018 auf Seite 159.